# Figli (film)
Figli è un film del 2020 diretto da Giuseppe Bonito.
La pellicola è stata accolta positivamente dalla critica cinematografica, che ne ha apprezzato la regia, la sceneggiatura e l'interpretazione di Paola Cortellesi e Valerio Mastandrea. Il film ha ricevuto candidature alle principali premiazioni cinematografiche italiane, vincendo il David di Donatello per la migliore sceneggiatura originale e tre Nastri d'argento, tra cui alla migliore commedia.

## Trama
Nicola e Sara sono una coppia innamorata e felice; sono sposati da tempo, hanno una figlia di sei anni e una vita che scorre senza intoppi. Ma quella che era iniziata come una dolce fiaba romantica si trasforma in un vero incubo con l'arrivo di Pietro, il secondo figlio della coppia. Quella che sembrava una perfetta famiglia media inizia a mostrare i primi squilibri e i due coniugi si ritroveranno a scontrarsi con l'imprevedibile. Iniziano così a emergere vecchi rancori, insoddisfazioni che non riescono più a essere celate e ogni minimo disaccordo sembra essere motivo di litigio.
Anche gli amici della coppia mostreranno l'instabilità che sembra innestare la crescita di uno o più figli, soprattutto se non si è più ventenni. L'unica salvezza sembra essere una babysitter, ma la ricerca è ardua e trovare una che faccia al caso loro sembra un'impresa titanica.
Tra bimbi che piangono, lavatrici, urla e faccende domestiche accumulate, Sara e Nicola dovranno imparare a gestire la situazione ed affrontare le problematiche di coppia.

## Produzione
La sceneggiatura è stata scritta da Mattia Torre ed è tratta dal suo monologo I figli invecchiano, interpretato da Valerio Mastandrea, protagonista del film. Torre, morto per un tumore nel 2019 prima dell'inizio delle riprese, ne ha affidato la realizzazione a Bonito, che era stato suo assistente alla regia in Boris.
Il film è stato prodotto da Wildside, The Apartment e  Vision Distribution, quest'ultimo anche distributore del film. Le riprese sono iniziate il 16 settembre 2019 a Roma.

## Promozione
Il trailer è stato pubblicato il 21 dicembre 2019.

## Distribuzione
La pellicola è stata distribuita nei cinema italiani il 23 gennaio 2020.

## Colonna sonora
Le musiche sono state affidate a Giuliano Taviani con Carmelo Travia. La playlist delle canzoni è stata pubblicata anche sulle piattaforme Spotify e Soundcloud e comprende otto brani: 
1. Figli - 3:34
2. Lo spazio bianco - 4:11
3. Quelli che provano a restare - 2:36
4. L'ovo alla cocca - 1:40
5. Andrà tutto bene - 1:59
6. Cena di carnevale - 1:37
7. Kabo junior - 1:53
8. Django in the kitchen - 2:02
La canzone dei titoli di coda è il noto brano Be Mine degli Ofenbach.

## Accoglienza

### Incassi
Nel weekend di debutto il film ha incassato quasi 1 milione e mezzo di euro piazzandosi terzo nella classifica del botteghino. Nel secondo fine settimana di programmazione il film scende al quarto posto della classifica degli incassi con poco più di 800.000 euro mentre, nel terzo, cala al settimo posto con 330.000 euro. Al termine del quarto viene scalzato dalla top ten (tredicesimo posto) con un incasso di circa 100.000 euro.
Il film ha incassato in totale circa 3,2 milioni di euro.

### Critica
Il film ha ottenuto recensioni positive dalla critica cinematografica.
Elisabetta Bartucca del sito Movieplayer ha assegnato un punteggio di 3,5 su 5 al film, riportando che «Bonito è bravissimo a raccoglierne l'eredità e trasformare in immagini la penna» di Torre, quest'ultimo capace «di rappresentare in maniera spregiudicata gli umori di una generazione di quarantenni alle prese con i disagi di un paese vecchio e arrugginito». La giornalista ritiene che i personaggi della storia siano «ritratti di ironia pungente, i dialoghi incalzanti, senza oscurare una tenerezza di fondo», apprezzando l'interpretazione degli attori. Federico Gironi di Comingsoon.it, assegnando un punteggio di 4 su 5 al progetto, afferma che esso sia «la più bella eredità che Mattia Torre potesse mai lasciarci». Andrea Chimento, recensendo il film per Il Sole 24 Ore, definisce il progetto «spiazzante e coraggioso», ritenendo che la sceneggiatura «alterna diverse emozioni, riuscendo a risultare incisiva, grazie a un cortocircuito tra situazioni particolarmente umoristiche e altre decisamente più angoscianti» e trovando «credibili dall'inizio alla fine» gli attori protagonisti.

## Riconoscimenti
- 2021 - David di Donatello
  - Migliore sceneggiatura originale a Mattia Torre
  - Candidatura Migliore attore protagonista a Valerio Mastandrea
  - Candidatura Migliore attrice protagonista a Paola Cortellesi
  - Candidatura Migliore montaggio a Giogiò Franchini
- 2020 - Nastro d'argento
  - Migliore commedia a Mario Gianani e Lorenzo Mieli
  - Migliore attrice in un film commedia a Paola Cortellesi
  - Migliore attore in un film commedia a Valerio Mastandrea
- 2020 - Ciak d'oro[14]
  - Migliore attrice protagonista a Paola Cortellesi
  - Candidatura Miglior film